# Sander (stacja kolejowa)
Sander – kolejowy przystanek osobowy w Sander, w regionie Akershus w Norwegii, jest oddalony od Oslo Sentralstasjon o 87,22 km. Jest położony na wysokości 141,7 m n.p.m.

## Ruch pasażerski
Leży na linii Kongsvingerbanen. Jest elementem  kolei aglomeracyjnej w Oslo - w systemie SKM ma numer  460.  Obsługuje Oslo Sentralstasjon, Årnes i Kongsvinger. Pociągi odjeżdżają co pół godziny w szczycie i co godzinę poza godzinami szczytu; część pociągów nie zatrzymuje się na wszystkich stacjach. 

## Obsługa pasażerów
Wiata, parking na 10 miejsc. Odprawa podróżnych odbywa się w pociągu.